# Вежа Кайян
Вежа Кайян (араб. برج كيان), під час будівництва відома як Вежа Безкінечність — житловий хмарочос в районі Дубай Марина, місто Дубай, ОАЕ. З 10 червня 2013 року є найвищою будівлею в світі, яка перекручена на 90°, і восьмим по висоті житловим будинком в світі. На 2015 рік є 74-ю за висотою будівлею в Азії і 94-ю по висоті в світі.

## Історія
Будівництво вежі почалося в 2006 році. 7 лютого 2007 року вода із рукотворної затоки, на березі якої велося будівництво, прорвалася на будмайданчик, затопивши фундамент майбутнього хмарочоса. Близько сотні робітників були своєчасно евакуйовані з котловану глибиною 20 метрів, який вода повністю заповнила за чотири хвилини. У зв'язку з цією подією зведення будівлі було заморожено на півтора року, відновившись в липні 2008 року. 10 червня 2013 року відбулося урочисте відкриття Вежі Кайян, супроводжуване салютом і лазерним шоу. З цього моменту Кайян є найвищою перекрученою будівлею в світі, змістивши шведський хмарочос Turning Torso на друге місце. На відкритті власник будівлі заявив про зміну назви з «Вежа Нескінченність» на «Вежа Кайян», сказавши, що хоче для цього хмарочосу оригінальне ім'я, яке не зустрічається більше ніде в світі, а веж з назвою «Нескінченність» в світі кілька.